# Tortolì
Tortolì (tiếng Sardegna: Tortuelie, tiếng Latinh: Portus Ilii) là một đô thị ở Sardinia, đồng tỉnh lỵ của tỉnh Ogliastra cùng với Lanusei.
Tortolì nằm ở bờ biển phía đông của Sardinia. Cảng và làng lớn nhất là Arbatax, nơi có sân bay quốc tế. Về phía bắc là Girasole và Lotzorai, về phía tây là Villagrande Strisaili và Ilbono, còn phía nam là Barisardo. Phía đông của thị xã này là Địa Trung Hải.